# Kanton Soisy-sous-Montmorency
Kanton Soisy-sous-Montmorency is een voormalig kanton van het Franse departement Val-d'Oise. Kanton Soisy-sous-Montmorency maakte deel uit van het arrondissement Sarcelles en telde 21.402 inwoners (1999). Het werd opgeheven bij decreet van 17 februari 2014 met uitwerking in maart 2015.

## Gemeenten
Het kanton Soisy-sous-Montmorency omvatte de volgende gemeenten:
- Andilly
- Margency
- Soisy-sous-Montmorency (hoofdplaats)